# Художній музей Північної Норвегії
Художній музей Північної Норвегії (норв. Nordnorsk Kunstmuseum) — художній музей у Тромсе, Норвегія. Засновано 1 листопада 1985 року як фонд з метою поширення знань та інтересу до образотворчого мистецтва і ремесел у Північній Норвегії.

## Історія
1979 року Культурна рада Норвегії запропонувала створити музей мистецтв Північної Норвегії. Культурна рада Північної Норвегії, університет Тромсе і Національна галерея підтримали цю ініціативу.
Музей відкрився 17 березня 1988 року, першим директором став Фроде Гаверкамп. Від 1 березня 2016 року директором музею є Джеремі Майкл Макговен. 3 квітня 2002 року музей переїхав у приміщення Мистецького об'єднання Тромсе (норв. Tromsø Kunstforening) в будівлю за адресою Sjøgata, 1. Будівлю зведено 1917 року за проєктом архітектора Серена Візе Опсала (норв. Søren Wiese Opsahl) для розміщення головного міського поштового відділення й телеграфу. Від 1967 року будівлю використовували як поліційний відділок.
Колекція складається з більш ніж двох тисяч творів мистецтва, представлених на другому і третьому поверхах будівлі. На першому поверсі розміщуються тимчасові виставки. Постійна експозиція включає роботи норвезьких художників, таких як Педер Балке, Адельстен Норман, Гаррієт Баккер, Анна-Єва Бергман і Улаф Крістофер Єнссен. Постійна виставка складається з творів із власної колекції музею, доповненої роботами, що зберігаються в Національному музеї, художньому фонді SpareBank 1 Nord-Norges, Художньому об'єднанні Тромсе і приватних колекціях.
7 лютого 2015 року музей відкрив філію Kunsthall Svalbard в Лонг'їрі, спеціалізований виставковий простір для образотворчого мистецтва, де також проводяться екскурсії, семінари та майстер-класи. Художній зал офіційно відкрила королева Соня, а першою виставкою став «Льодовик» Джоан Джонас.
2017 року норвезька музейна асоціація Norges Museumsforbund надала музею звання «Музей 2017 року».

## Галерея

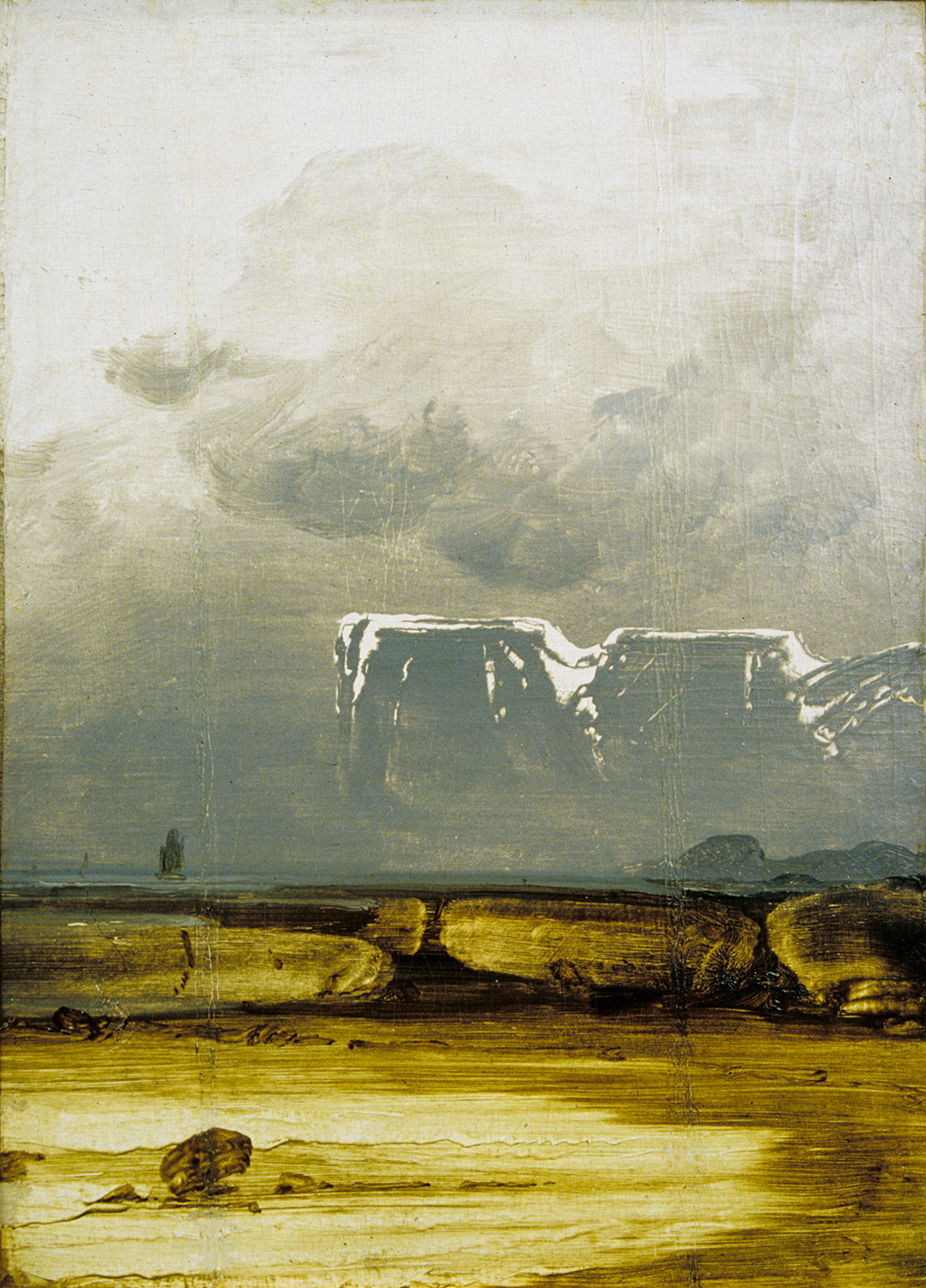
Педер Балке Fra Nordkapp (1860-і)
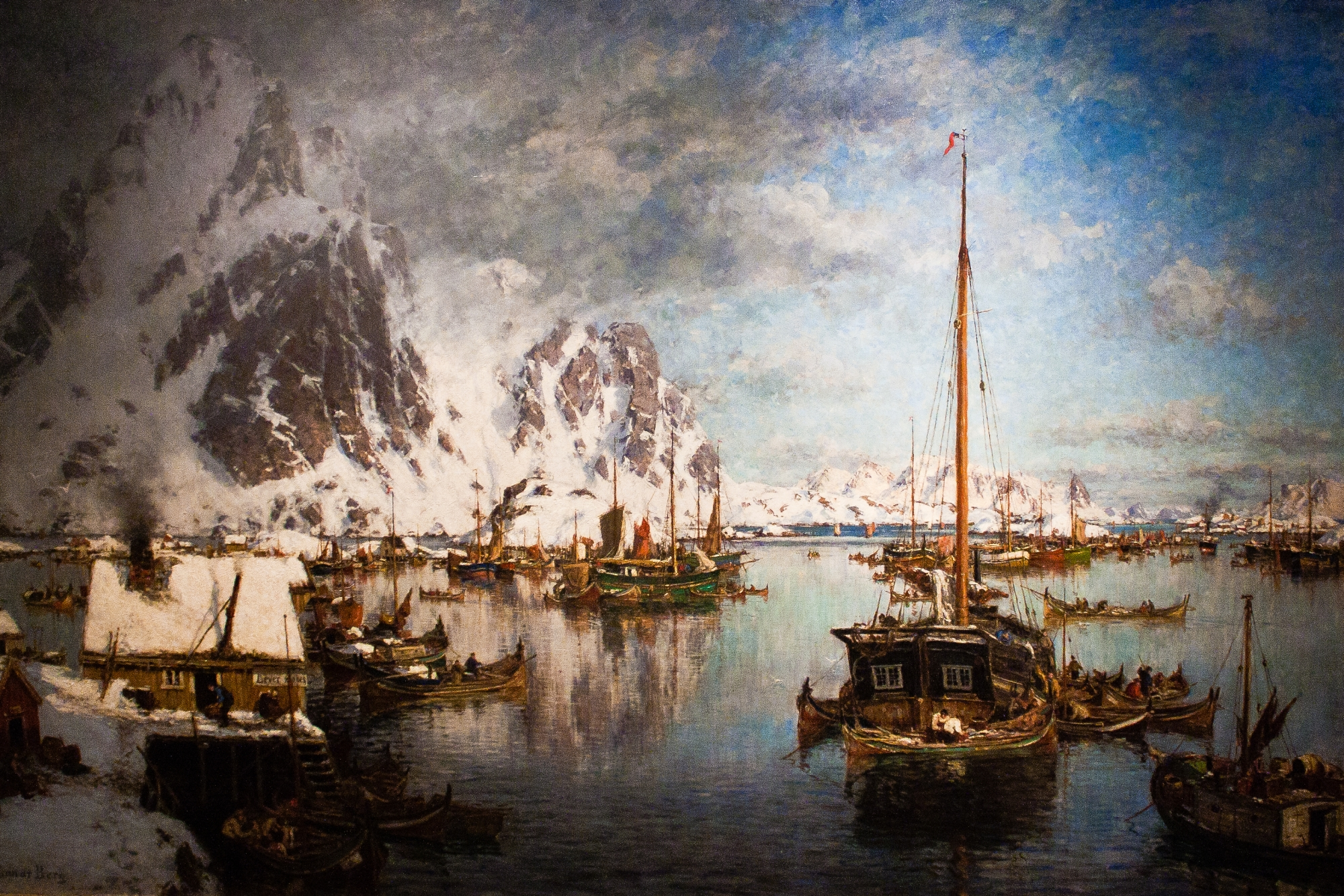
Ґуннар Берґ Svolvær (1889)
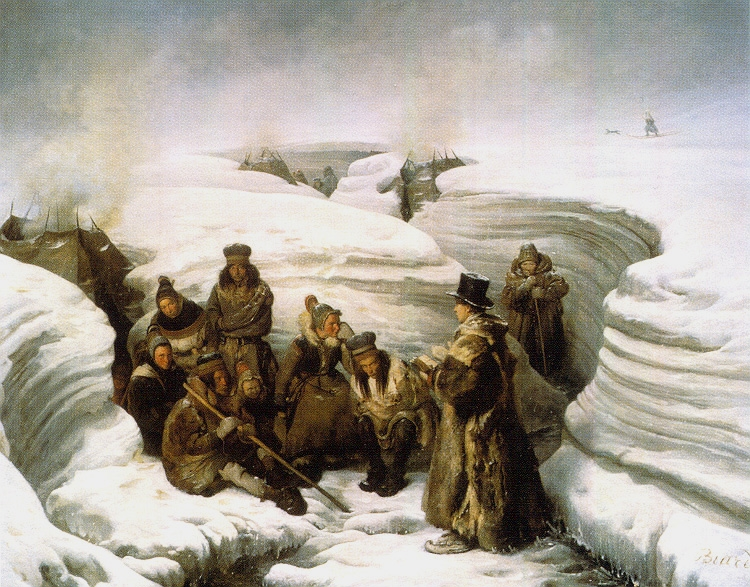
Франсуа-Оґюст Біар[ru]. Лестадіус читає проповідь саамам (1840)
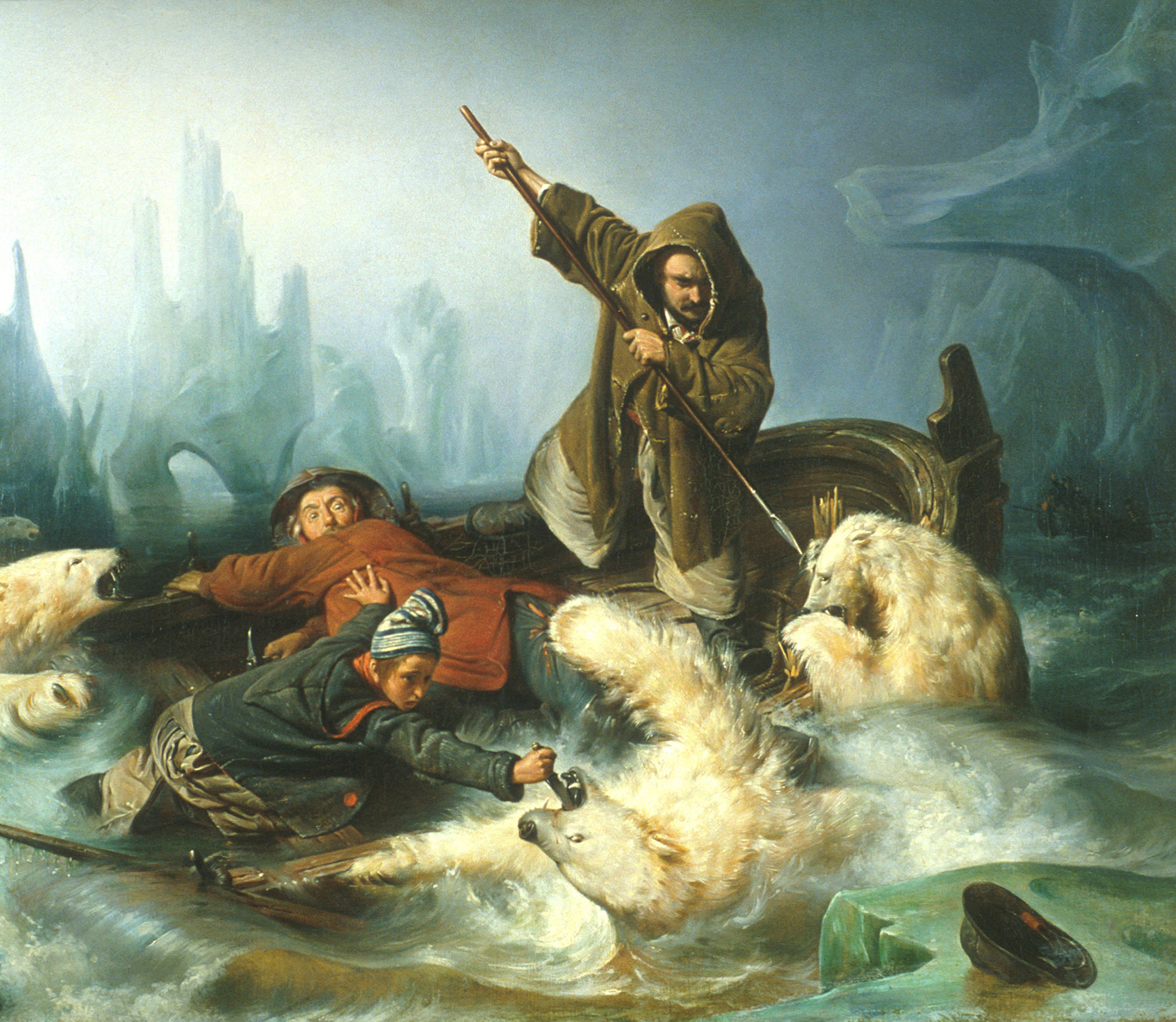
Франсуас-Огюст Біар. Битва з білими ведмедями (1839)
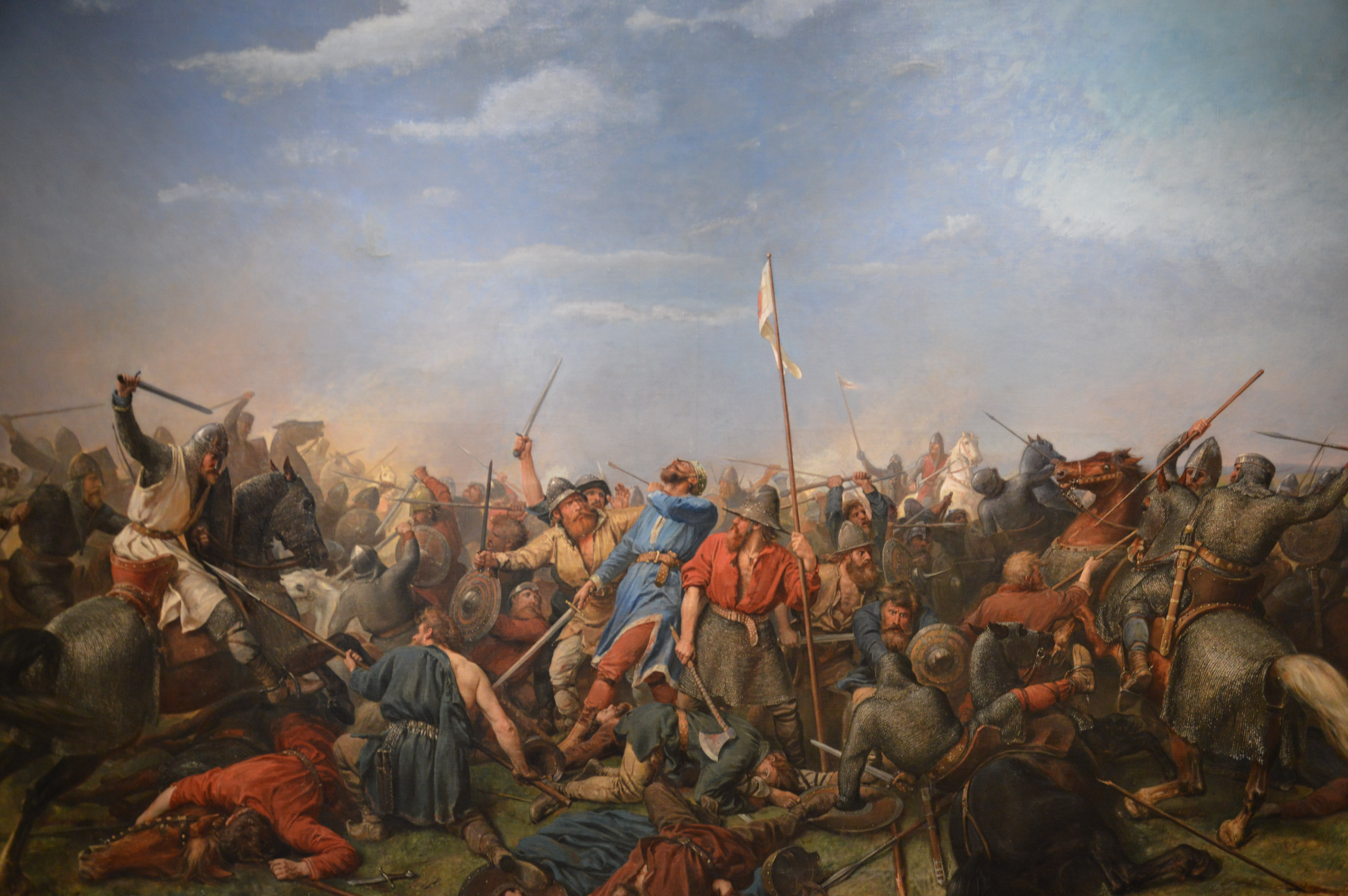
Петер Арбо. Битва при Стемфорд Бридж (1870)
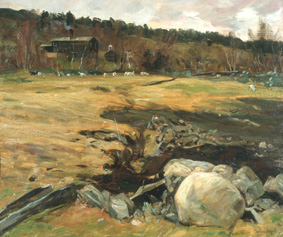
Густав Венцель. Осінній пейзаж
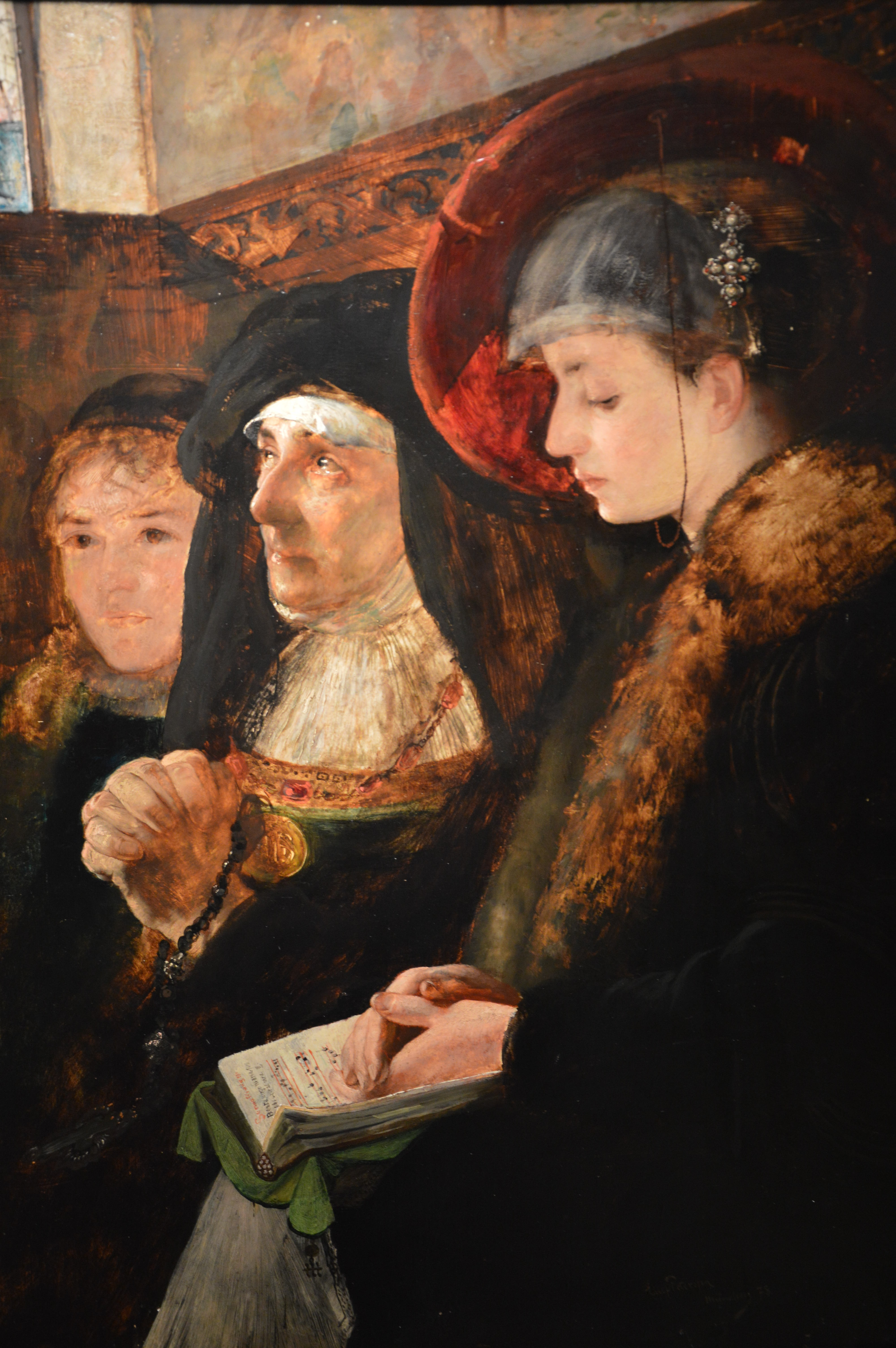
Ейліф Петерссен. В церкві
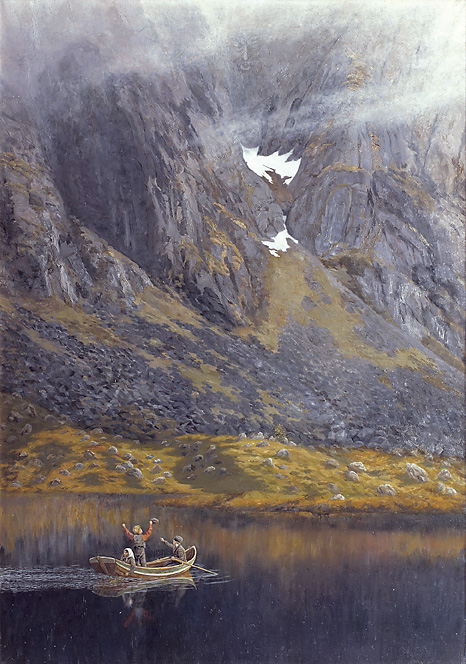
Теодор Кіттельсен. Відлуння (1888)